# Deathlok
Deathlok (también llamado Deathlok the Demolisher) es un personaje ficticio que aparece en los cómics estadounidenses publicados por Marvel Comics. Apareció por primera vez en Astonishing Tales # 25 (agosto de 1974 ), creado por Rich Buckler y Doug Moench. Al menos tres personajes posteriores de Marvel han usado la identidad "Deathlok" desde entonces. Un tema recurrente entre estos personajes es que un humano muerto ha sido reanimado con tecnología cibernética. La "tecnología Deathlok" también ha sido utilizada temáticamente por los escritores de Marvel en otras historias. El personaje también ha aparecido en televisión en animación y acción en vivo.
J. August Richards lo retrató en la serie de televisión Marvel's Agents of S.H.I.E.L.D., que forma parte del Universo cinematográfico de Marvel (UCM).

## Historia editorial
Aunque fue inicialmente anunciado como el nuevo personaje principal para Marvel's Worlds Unknown comic, con el título de "Cyborg" la primera serie de Deathlok fue publicada en Astonishing Tales #25-36(fechas en cubiertas agosto de 1974 - Julio de 1976). Esta versión del personaje, Luther Manning, fue estrella invitada junto con Spider-Man en Marvel Team-Up#46 (Junio de 1976), mientras que la historia cancelada de Astonishing Tales comics fue terminada en Marvel Spotlight #33 (Abril de 1977).
Deathlok apareció subsecuentemente con The Thing, un miembro del equipo de supereheroes Los 4 Fantásticos, en Marvel Two-in-One #26, 27, 28, 34 y #54, a pesar de que una de las apariciones era un robot y no el genuino Deathlok. Deathlok, es decir Luther Manning, aparece posteriormente en Captain America #286-288 (octubre-diciembre de 1983).
Un nuevo Deathlok, Michael Collins, debuta en la miniserie Deathlok #1-4 (julio-octubre de 1990, reimpresa el siguiente año como Deathlok Special #1-4 ). Él fue el segundo Deathlok en ser creado en la época actual y también el segundo en ser creado para el Universo de Marvel convencional. Este segundo Deathlok fue publicado en 34 números con fechas de julio de 1991 a abril de 1994, más dos anuales de verano en 1992 y 1993.
El tercer Deathlock, Jack Truman agente de S.H.I.E.L.D., debutando en una serie limitada de 11 números (septiembre de 1999 - junio de 2000).
Deathlok ha aparecido en cuatro ediciones de la serie Beyond!, también Michael Collins apareció en forma humana y no como Deathlok en  Fantastic Four #544-545 (mayo – junio del 2007). Múltiples unidades sin nombre Deathlok aparecieron en Black Panther vol. 4, #1-6., al no poseer conciencia humana, estos eran autómatas creados de cuerpos de soldados que murieron en Irak.

## Biografía del personaje ficticio

### Luther Manning
El Coronel Luther Manning es un soldado norteamericano de Detroit, que después de ser fatalmente herido, es reanimado en un futuro postapocalíptico solo para descubrir que lo que quedaba de su cuerpo muerto fue convertido por Simon Ryker en el cyborg experimental Deathlok. Este se comunica verbalmente con su computadora simbólica, a la que él se refiere abreviadamente como "Puter". Él escapa del control de Ryker's, a pesar de que él sueña que ha recuperado su humanidad. Con la esperanza de no perder su humanidad y peleando primeramente por ello, también se enfrenta contra el malvado régimen corporativo y militar que ha conquistado los Estados Unidos; así como contra Simon Ryker y el primer War-Wolf. Una vez convertido en un cyborg y por primera vez después de ello, encuentra a su esposa e hijo. Tiempo después, pelea contra el Súper-Tanque de Simon Ryker, para luego emprender su búsqueda de un "doctor de cyborgs". Luther Manning se enfrenta a Simon Ryker, the Savior Machine, cuando su mente es finalmente transferida a su propio clon. En este relato, se encuentra con Spider-Man, viajando el tiempo pelea contra mutantes. Para esta edición, comienza a trabajar para la CIA, conoce a Godwulf por primera vez y es finalmente enviado de regreso en el tiempo a la época moderna.
Enfrentándose igualmente a Devil-Slayer, lo derrota; aunque posteriormente pelean juntos contra los demonios. En una trampa, es controlado por Mentallo y el Fixer, siendo enviado a asesinar al presidente de los Estados Unidos; sin embargo es detenido por The Thing y Nick Fury, quien es director de SHIELD. Después de ser capturado este se vuelve catatónico, de modo que The Thing lo lleva consigo a Inglaterra para recibir tratamiento. Logrando ser curado por Louis Knort, Nick Fury lo toma en custodia.
Deathlok es reconstruido por Roxxon como un robot y es enviado para sabotear el Proyecto Pegasus. El robot combate a The Thing y Quasar, y se auto destruye. El verdadero Deathlok ahora trabajando para Brand Corporation, pelea contra el Captain America y contra un clon de Luther Manning que viaja en el tiempo. Junto al Captain America, Godwulf, y the Redeemers, tiempo después, él pelea contra Hellinger.
Posteriormente, el Luther Manning de la "línea del tiempo principal" empieza a soñar que él es Deathlok. Es cargado con energía temporal por Timestream. Timestream recluta a esta "corriente principal" en humano de Manning. Deathlok, Timestream, y Manning pelean contra los Collins Deathlok, Siege, y Godwulf.
El Manning Deathlok finalmente regresa a su propio tiempo y derrota al megalómano que había conquistado el país. Manning permanece en su futuro cercano y realidad alterna, buscando por un objetivo el vida y sin poder desconectarse de la máquina que está ligada a él.
Finalmente, Manning viaja a la línea temporal principal de Marvel Universe y se encuentra con Daredevil y el Kingpin. Viviendo una vida de soledad hasta que es arrestado por S.H.I.E.L.D., de donde es posteriormente arrestado por el supervillano Owl, e inmovilizado, y puesto en venta como un arma. Antes de que la venta se completara, él es robado por el señor del crimen Hood y enviado como un señuelo kamikaze.

### John Kelly
Kelly apareció por primera vez como Deathlok en Marvel Comics Presents #62. Dicha versión de Deathlok fue originalmente controlada por la conciencia de Kelly hasta que el sistema determinó que las funciones cerebrales de Kelly eran perjudiciales para completar la "primera ejecución" del programa. La unidad Deathlok posteriormente completó su misión. El cerebro de Kelly fue removido del cyborg y desechado. Uno de los asistentes de Ryker tomó el cerebro para su utilización en la unidad SIEGE. Esta versión fue hecha para el ejército de los Estados Unidos por el co-encargado del programa Deeathlok de la CIA, Harlan Ryker, después de estudiar el cuerpo cyborg de Luther Manning. El Deathlok Kelly luego pasó a ser conocido como Siege.

### Michael Collins
El profesor Michael Collins nació en Philadelphia, Pennsylvania. Era un pacifista que trabaja para Roxxon Oil en la división de cibernética Cybertek. Al descubrir el programa Deathlok, Harlan Ryker le disparó sedantes y su cerebro fue trasplantando al cuerpo cyborg de John Kelly. La máquina fue utilizada contra ataques rebeldes a la influencia de Roxxon en el país ficticio suramericano de Estrella. Collins recuperó su conciencia durante esa misión y detuvo la programación del cyborg que hubiera matado a un niño.
A pesar de que su cerebro solo debía de funcionar como un medio para la programación del cyborg, fue capaz de imponer su voluntad sobre este (instalando un "parámetro de no-matar" en su programación). La computadora estaba completamente dispuesta a escuchar a Collins, aunque este debía de presentar sus órdenes de manera en que ayuden a completar la misión y evitar que gente muriese. La computadora era completamente capaz de distinguir conceptos como engañar, al igual que cuando Collins se vio forzado a pretender que tomó un rehén.
Conoció a Jesús Badalamente y también peleó contra Mainframe.
Collins se enteró de que su cuerpo humano seguía vivo, y se encontró con Nick Fury y S.H.I.E.L.D. Harlan Ryker esconde el cuerpo humano de Collins. Collins ayudó a Nick Fury y a S.H.I.E.L.D. a prevenir un ataque nuclear contra los Estados Unidos. Con los Cuatro Fantásticos, X-Men, y Misty Knight, Deathlok se convierte en Mechadoom. Tiempo después, conoce a Punisher, y pelea contra Silvermane. Igualmente, conoce a Moses Magnum. Collins finalmente le revela su existencia como cyborg a su familia.
Collins comenzó a buscar su cuerpo humano. Durante este tiempo, peleó contra Sleepwalker, y ayuda a Silver Sable a recuperar una Estatua de la Libertad robada. Asistió a un equipo improvisado de superhéroes en el incidente del "Maximum Carnage", protegiendo a la gente de Nueva York de ser asesinada por un grupo de supervillanos. Finalmente, Collins obtiene la habilidad de cambiar a voluntad de Deathlok a su forma humana.
Durante los eventos de la serie Beyond!, el ser cósmico Stranger (pretendiendo ser Beyonder) transportó a Collins a un planeta extraterrestre donde fue forzado a vivir durante años hasta que fue rescatado por la ayuda de un grupo de varios súperheroes. Sin embargo, su rescate necesitó el sacrificio de Greg Willis, el superhéroe conocido como Gravity. Como muestra de gratitud, Collins organió el funeral de Gravity. Cuando más tarde el cuerpo de Willis fue robado por una entidad cósmica conocida como Epoch, Collins se alistó para ayudar a los Cuatro Fantásticos a recuperarlo.

### Jack Truman/Larry Young
Jack Truman era originalmente un agente de espionaje internacional de S.H.I.E.L.D. que fue transformado en Deathlok para combatir a Red Skull. A través de medios telepáticos, finalmente consiguió cambiar su conciencia al cuerpo de otro agente de S.H.I.E.L.D., Larry Young. Young es considerado para ser un "posible recluta" en el programa de la iniciativa.

### Project: Deathlok
Durante el Dark Reign, una fuerza de ataque H.A.M.M.E.R consistida por cuerpos animados exclusivamente por componentes biónicos fue enviada para capturar un centro de investigación de súper soldados conocido como "The World". Estos modelos actuaban como zombis tradicionales, anhelando cerebros. Su misión fue un fracaso, y como consecuencia, el grupo de investigación que los produjo "Project: Deathlok", fue deshecho.

### Deathlok Prime
El equipo de Wolverine, las Rogue ops se unen a un Deathlok-Prime, ahora libre de su huésped humano con intenciones homicidas, de un futuro alternativo para combatir a invasores de un futuro alternativo en el que las X-Forces, y todos los demás súperheroes, han sido convertidos en "Deathloks" controlados por las autoridades globales y con el apoyo popular de la población. Lo anterior, produjo una utopía para el resto del mundo.
Deathlok aparece como un orador invitado en una de las clases de Jean Grey School for Higher Learning. Deathlok revela los futuros potenciales de los alumnos y las posibilidades de que estos ocurran. Cabe señalar que Deathlok que rehúsa a comentar acerca del futuro de Genesis, diciéndole en privado que solo él puede escoger su destino.

### Death Locket
En la serie Avengers Arena como parte del evento Marvel NOW!, una versión femenina adolescente de Deathlok apodada Death Locket es introducida. Ella es identificada como Rebecca Ryker, la hija de Harlan Ryker. Después de haber sido mutilada en una explosión que mató a su madre y hermano, Rebecca fue reconstruida usando la tecnología Deathlok que su padre estaba desarrollando. Arcadia la secuestra, junto con otro grupo de estudiantes de la Avengers Academy y el Braddock Academ, y los forza a pelear con otros adolescentes superhumanos en la última versión de Murderworld.

### Henry Hayes
Un nuevo Dethlock debutó durante la serie Original Sin. Henry trabajaba en Doctors Without Borders. Mientras trabajaba, perdió una pierna en un ataque bomba suicida en Kandahar (o le lavaron el cerebro para creer que así fue). Henry recibió los cuidados de la compañía Biotek que le proveyó de una prótesis de fibras compuestas. Después de ser puesto bajo control mental, Henry se convirtió en Deathlok y fue usado para matar a un asesino, un soldado, un luchador y un operativo. Él participó en al menos un operativo junto con las tropas armadas de la organización, y asesinó a incontables personas aún en áreas pobladas. Incluso estuvo a punto de ser capturado por S.H.I.E.L.D. después de que una misión fue mal en Rusia. Henry era constantemente privado de sus recuerdos para así no recordar nada de sus asignaciones. Mientras se encontraba en la MTA estación Norte del Metro, el intento entablar una conversación con otra persona que tenía la pierna amputada y le recomendó contactar con Biotek, ya que la prótesis (una de plástico ya que era lo que le permitía su pensión) de este hombre lo forzaba a usar muletas. Dicho personaje se retiró aparentemente desagradado por la conversación. Inmediatamente después de esto, Henry conoce a Seth Horne, un agente de S.H.I.E.L.D. fuera de servicio que estuvo presente cuando el ojo del Watcher explotó, despidiendo un rayo de energía que reveló secretos profundos a cualquiera que estuviera en el rango de la explosión. Para Horne se reveló la verdadera historia de Hayes. Este agente nivel cuatro lo felicitó, y le mencionó que S.H.I.E.L.D. podría usarlo entre sus filas. Como Henry realmente no sabía de lo que Homes estaba hablando, este lo amenazó con llamar a las autoridades forzando al agente a retirarse después de una última felicitación. En ese momento Henry fue ordenado asesinarlo ya que la pantalla de anuncios indicaba la palabra "Whiskey David", desencadenando la personalidad Deathlok de Henry. Después de seguir a Seth Horne al baño, Deathlok lo ejecuta rápidamente, se marcha, toma unas medicinas, y regresa a su vida civil dirigiéndose hacia el tren para encontrarse con su hija Aria.

### Jemma Simmons
En el cómic Agents of S.H.I.E.L.D., Jemma Simmons (basada en el personaje del programa de televisión del mismo nombre) se convirtió en la nueva Deathlok, aunque aún no ha tomado el nombre. Ella se convierte en una después de infectarse con una sustancia desconocida contenida dentro de una "bomba de ADN dirigida" que comienza a deteriorar su condición, lo que también la puso en coma. Con la ayuda de Henry Hayes y Bobbi Morse, se transforma en un Deathlok que le salva la vida con éxito.

## Poderes y habilidades

### Manning
El cuerpo del Coronel Luther Manning fue reconstruido como un cyborg por Harlan Rykes El mecanismo Deathlok, la fisiología cibernética le otorgaban diversos súperpoderes incluyendo súper fuerza, energía, agilidad, reflejos y un cerebro aumentado por computadora. Su brazo derecho y la mitad izquierda de su cara son implantes cibernéticos armados. Lleva un metal de malla tejido de considerable duración. Deathlok también llevaba una pistola láser de helio-neón diseñada por el ejército de Estados Unidos de su tiempo, y una daga para lanzar.
Manning era un graduado de la academia militar, y un brillante estratega militar. Él es un combatiente formidable mano a mano, y hábil con cuchillos, puñales, pistolas y pistolas láser.
Más tarde fue capturado y actualizado por SHIELD de la tierra 616, con botas jet que le permitió saltar a grandes alturas y sus otras habilidades fueron quizá mejorados a mayores niveles.

### Collins
El cerebro humano de Michael Collins fue trasplantado en un cuerpo cyborg por un grupo de científicos de Cybertek. Su cuerpo cyborg le otorga los mismos poderes que a Manning, solo que con mucha mayor fuerza, velocidad y resistencia a las lesiones. Posee un amplio espectro de poderes visuales y auditivos. Deathlok tiene la capacidad de interactuar con prácticamente cualquier sistema informático. También es capaz de proyectar su conciencia y proyecciones sensoriales directamente en la Red, haciéndole capaz de hackear directamente los sistemas informáticos mucho más eficiente que un hacker tradicional. Su cuerpo también puede apuntar a (casi infaliblemente) varios objetos y realizar un seguimiento de ellos. Él podía escanear todo el espectro electromagnético, así como entrar en los sistemas informáticos. Ha aprendido a utilizar nano-bots internos para reparar y alterar sus dos partes orgánicas e inorgánicas, lo que le permitió aparecer ya sea como un cyborg humanoide, o completamente humano.
Él también posee una I.A. muy sofisticada, capaz de tomar rápidamente complejas estrategias y evaluar sus posibilidades de éxito. Si se solicita, I.A. puede tomar el control del cuerpo para realizar éstas operaciones. El propio Collins no posee habilidades de combate, pero bajo las rutinas de combate guiada por ordenador, es una excelente máquina combatiente cuerpo a cuerpo con una extensa base de datos de las técnicas y estrategias de combate.
Collins es un excelente programador de computadoras con un grado avanzado en ciencias y prótesis, y ayudó a construir el cuerpo Deathlok, junto con otros científicos de Cybertek incluyendo William Hansen, Ben Jacobs, Stanley Cruz, Dr. Hu, y Jim Dworman. Después de convertirse en Deathlok, Collins modificó más tarde sus propios sistemas.
Al igual que Manning, Collins lleva una malla metálica tejida de gran durabilidad. Lleva una pistola de plasma que obtiene su energía a partir de su fuente de alimentación interna. Por lo tanto, el arma solo puede ser disparada si se encuentra en contacto con las salidas de energía en la mano de Deathlok. Deathlok también posee un rifle de plasma plegable capaz de mayor poder de fuego con las mismas limitaciones, un suministro de granadas de plasma de fragmentación y un cuchillo de acero de molibdeno. Lleva una pulsera de la muñeca que permite Deathlok anular sistemas operativos cibernéticos similares, y un casco de amortiguación de aleación de adamantium / vibranium. Algunas veces el utiliza un luchador Cybertek Dragonfly remodelado que posee un rango de varios cientos de kilómetros.

## Otras versiones

### Mutant X
En la realidad Mutant X, Deathlok es miembro de los Vengadores.

### Ultimate Marvel
En Ultimate Spider-Man # 70 (febrero de 2005), los Ultimates pelean contra una persona a la que se refieren como Luther Manning, que se parece a Deathlok y al quien Spider-Man describe como un " hombre medio-robot medio-zombie". Los superhéroes lo ponen en custodia.

### X-Factor
En X-Factor # 231 (abril de 2012), en una versión de la realidad donde Wanda Maximoff declaró "no más humanos" en lugar de "no más mutantes", Tony Stark es atacado por una versión mayormente de cyborg de Steve Rogers, a quien se refiere a sí mismo como Deathlok.

## En otros medios

### Televisión
- En un episodio de Black Panther, un equipo de Deathloks son enviados a "ayudar" Wakanda de una invasión de un país vecino apoyado por Klaw y sus aliados con el verdadero objetivo de coaccionar o fomentar un régimen amistoso hacia los estadounidense. Llegan a tiempo pero son enviados de vuelta por Pantera Negra.
- El concepto Deathlok está adaptado para la serie de televisión Agents of S.H.I.E.L.D., que se desarrolla en Marvel Cinematic Universe. El Deathlok del programa es Mike Peterson (interpretado por J. August Richards) quien es presentado en el episodio piloto del programa. Mike era un hombre común que recibió fuerza sobrehumana y otros atributos de una droga creada por el Proyecto Ciempiés después de ser herido durante su trabajo. El equipo de Phil Coulson se las arregla para salvar su vida y evitar las víctimas civiles después de que se enfurece violentamente, y luego Mike se une a S.H.I.E.L.D.[45] Sin embargo, en una misión posterior, Mike está gravemente herido y es capturado por el Proyecto Ciempiés,[46] que de hecho es una división de Hydra y se convierte en un cyborg que se ve obligado a cumplir sus órdenes.[47] Finalmente, el equipo de Coulson lo salva de Hydra y ayuda a evitar que Hydra cree un ejército de Deathloks. Mike parece ir en una misión de autodescubrimiento en el final de temporada.[48] El personaje reaparece para ayudar a Coulson en la segunda temporada cuando está huyendo de una facción independiente de S.H.I.E.L.D.; se reveló que Coulson contactó personalmente y reclutó a Mike para trabajar como su agente en los meses intermedios, y le proporcionó varias mejoras tecnológicas.[49] Más adelante en la temporada, Mike es recapturado por Hydra, quien se retira sus partes cibernéticas, aunque una vez que está de nuevo bajo el cuidado de S.H.I.E.L.D., que ofrece restaurar sus prótesis y habilidades faltantes.[50] Finalmente regresa en el episodio "The Real Deal" (quinta temporada), donde ayuda a Coulson a sellar una grieta interdimensional mientras lucha contra las manifestaciones de miedo de su apariencia previa a Deathlok, Hive, Lash y los Vrellnexianos. Deathlok asiste a la boda de Fitz y Simmons, pero anuncia que se va porque prefiere ir solo.[51]
  - En el episodio "Ragtag", el equipo de Coulson descubre archivos sobre "Proyecto Deathlok" mientras se infiltra en Cybertek y descubre que el renegado de S.H.I.E.L.D., John Garrett, fue el primer Deathlok.[52]
- Una variación de Deathlok aparece en Hulk and the Agents of S.M.A.S.H. con la voz de Mark Hildreth.[53] En la primera temporada, introducida en su episodio homónimo, esta representación de Deathlok es un cyborg de un futuro donde la invasión de la Tierra por los Skrulls tuvo éxito y Deathlok fue uno de los pocos sobrevivientes humanos. Fue convertido en un cyborg y enviado al presente para evitar este futuro, pero se enfrentó temporalmente a los agentes de S.M.A.S.H. mientras apuntaba a una chica aparentemente normal dentro de un concurrido centro comercial hasta que She-Hulk descubre que el objetivo de Deathlok es en realidad el Super-Skrull y todos en el centro comercial hay otros Skrulls que se preparan para la invasión. Después de que Hulk derrota a Super-Skrull, Deathlok activa su secuencia de autodestrucción, pero She-Hulk elimina su núcleo de poder y lo usa para destruir la nave Skrull. Después de esto, Iron Man construye un nuevo núcleo para Deathlok y el volante del centro comercial era parte de la manera de Deathlok de informar a los Agentes de S.M.A.S.H. sobre la trama de los Skrulls. En la segunda temporada, el episodio "Planet Monster" Pt. 2, Deathlok es uno de los superhéroes que ayudan a los Agentes de S.M.A.S.H. y los Vengadores en su lucha contra las fuerzas de la Inteligencia Suprema.

### Cine
- A principios de 1990, una película Deathlok estaba en la etapa de la escritura, con el guionista Randall Frakes.[54]
- En 2007, una película Deathlok estaba supuestamente en la etapa de la escritura de Paramount Pictures, con el guionista David Self.

### Videojuegos
- Deathlok puede ser convocado para ayudar a Spider-Man o Venom durante las últimas etapas de Spider-Man and Venom: Maximum Carnage. Él cae en el centro de la pantalla y disparando sus armas en ambas direcciones, golpeando a todos los enemigos.
- Deathlok es un personaje jugable en Marvel: Future Fight.[55]
- Deathlok es un personaje jugable en Marvel: Avengers Alliance 2.[56]

### Juguetes
- Una figura de acción de Marvel Legends de Deathlok es parte de la serie Galactus.
- Deathlok es una de las figuras de Marvel Infinite Series, una extensión de la línea de juguetes Marvel Universe.

### Música
- "Psychotron" de Megadeth (del álbum Countdown to Extinction, 1992) se basa en el carácter Deathlok.[57]

### Ediciones de obras
Algunos cómics se han recopilado en un volumen individual:
- Marvel Masterworks: Deathlok Volume 1 (collects Astonishing Tales #25-28 and #30-36, Marvel Spotlight #33,Marvel Team-Up #46, Marvel Two-In-One #27 and 54, and Captain America #286-288, 352 pages, November 2009, ISBN 0-7851-3050-0)